# 塞上行
《塞上行》，是中国大陆近现代著名记者范长江继《中国的西北角》后又一部有关中国西北的著作。全书是作者发表在《大公报》和《国闻周报》上的文章合辑，1937年由《大公报》报社出版。全书对中国的西北地区做了更进一步的介绍，尤其是有关西安事变后国共抗战和少数民族政策等文章在当时产生了较为深远的影响。该书是范长江的两本代表作之一，也是了解近代中国西北地区历史文化的重要资料。

## 主题
在完成第一次西北旅行并出版《中国的西北角》之后，范长江再次前往西北，沿着綏遠、陕西、宁夏、甘肃一线再次调查西北时局。全书的主要篇幅是由数篇长篇通讯组成。作者不仅用生动详实的文字介绍了当时中国西北地区的时局和历史文化现状，而且也对国共抗战和当时的民族政策等重大议题发表了看法。。

## 评价
塞上行以“短文选”、“行纪”两种形式报道了百灵庙战役、西安事变等重大历史事件发生前后西北地区政治、民族动向；第一次报道了毛泽东、周恩来关于和平解决西安事变的真相和陕北红色根据地情况；报道了中国共产党建立抗日民族统一战线的伟大政策，批评了封建王朝及民国政府“传统狭义的消极的民族政策”，提出了解决边疆问题的新途径。正如他在书的自序中所言：“在这小册子里我比较注意三个问题：第一，是国内民族问题。第二，是统一国家之途径问题。第三，社会各阶级利益之调整问题。这些是我认为中华民族解放运动中，最基本最起码要解决的项目。”
塞上行一书不仅及时客观的报道了西安事变真相、采访了中国红军的领导人、宣传了抗日民族统一战线等等，在写作手法上也延续了《中国的西北角》的风格，文章不仅内容广泛，涉及到政治、历史、经济、军事、地理、文化、民族等问题，而且作者还对这些现象进行了深刻的剖析。